# 尹柳海
尹柳海（韓語：윤류해），韓國電視劇導演。

## 作品列表

### 電視劇
- 2007年：SBS《相愛的人啊》
- 2007年：SBS《8月下的雪》
- 2009年：SBS《兩個妻子》
- 2010年：SBS《三姊妹》
- 2010年：SBS Plus《愛你》
- 2013年：SBS《Wonderful Mama》
- 2014年：SBS Plus《高傲吧》
- 2015年：SBS《歸來的黃金福》
- 2016年：SBS《你是禮物》
- 2018年：SBS《江南醜聞》
- 2019年：SBS《想品嚐一下味道嗎？》
- 2024年：Lifetime《愛的行板》

### 助理導演作品
- 2005年：SBS《河內新娘》

## 外部連結
- NAVER （页面存档备份，存于）